# Кућа брвнара у Голобоку
Кућа брвнара у Голобоку споменик је културе из 1953. године и налазила у Глобовику, општини Смедеревске Паланке.

## Историја и изглед дворца
Кућа брвнара Милорада Стевановића у Голобоку налази се код Смедеревске Паланке саграђена је почетком 19. века, међутим је средином осамдесетих година 20. века у пожару изгорела. Сматрала се шумадијском сеоском кућом развијеног типа по својој просторној организацији и величини. Основа јој је била је већих димензија и правоугаоног изгледа, са једним улазом и то без трема. Поседовала је три просторије, једна се сматрала главном и заузимала је готово половину укупне квадратуре куће и управо зато је и носила назив „кућа“, а друге две просторије биле су једна већа и друга мања соба. Отворено огњиште са оџаклијом се налазило у тој највећој централној просторији. Од брвана су били зидови куће, на угловима повезани на „ћерт“, а четвороводни кров био је покривен ћерамидом.